# Flóra (keresztnév)
A Flóra latin mitológiai eredetű női név, a virágok és a tavasz római istennőjének a neve. Jelentése virág.

## Képzett és rokon nevek
- Florica:[1] a Flóra szláv beceneve.[2]
- Florinda:[1] a Flóra név származéka.[2]

## Gyakorisága
Az 1990-es években a Flóra gyakori, a Florica és a Florinda szórványos név volt, a 2000-es években a Flóra a 26-50. leggyakoribb női név, a másik kettő nem szerepel az első százban.

## Névnapok
Flóra, Florica, Florinda
- július 29.
- november 24.

## Híres Flórák, Floricák, Florindák
| - Frangepán Flóra apáca - Harsányi Flóra - Herczeg Flóra énekesnő, népdalénekesnő - Kádár Flóra színésznő | - Kozmutza Flóra gyógypedagógus, pszichológus, középiskolai tanár - Majthényi Flóra költő - Munkácsy Flóra színésznő - Sass Flóra felfedező, Afrika-kutató - Petneházy Flóra énekes |

## Egyéb Flórák, Floricák, Florindák

### Az irodalomban
- József Attila: Flóra (vers)
- Benedek Marcell: Flóra. (lányregény)
- Koháry Sarolta: Flóra és Ilonka (regény Majthényi Flóráról és Török Sophie-ról)
- Jókai Mór: Egy magyar nábob c. regényének egyik szereplője Flóra grófnő
- A Florinda a 16. században Itáliában kialakult commedia dell’arte szerelmes női figurájának egyik jellemző neve.[2]